# Willeiana maculoidea
Willeiana maculoidea är en insektsart som beskrevs av Young 1977. Willeiana maculoidea ingår i släktet Willeiana och familjen dvärgstritar. Inga underarter finns listade i Catalogue of Life.